# Chilatherina crassispinosa
Chilatherina crassispinosa är en fiskart som först beskrevs av Weber, 1913.  Chilatherina crassispinosa ingår i släktet Chilatherina och familjen Melanotaeniidae. Inga underarter finns listade i Catalogue of Life.